# ビールゲーム
ビールゲーム（英語:The Beer Game、 The Beergame またはThe Beer Distribution Game）は、マサチューセッツ工科大学スローン経営大学院の教授グループが、サプライチェーン・マネジメントに関する重要ないくつかの原理を実際に見せるために、1960年代に考案したシミュレーションゲームである。ゲームのテーマは、ビールを流通させて市場の顧客の需要に応えることである。ビールはいくつかの組織がつらなるサプライチェーンを通じて供給され、1チームが１つのサプライチェーンとしてプレーする。このサプライチェーンを運営し、受注残や在庫のコストを最小限にすることを目指す。1チームは4人かそれ以上の人数からなり、しばしば激しい競い合いとなる。1時間から1時間半程度で終わる。このゲームは教育や研究の一環として行われることも多く、通常、その後ゲームと同じくらいの時間をかけて経過報告会を行い、それぞれのチームの結果のレビューと反省点を話し合う。このゲームを行うことにより、システムダイナミクスの基本原則や、システム思考の重要性を学習することができる。

## ゲームの進行と勝敗
ゲームは概ねつぎのように進められる。

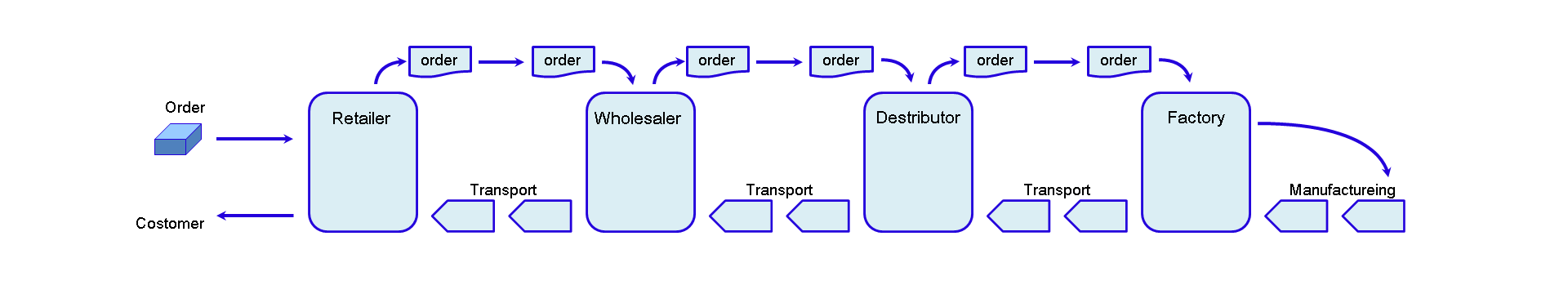
ビールゲームの概要: これはゲームの説明のための略式の図。一般のゲームボードではプレーしやすいように工夫がほどこされている。

4人以上で1チームを構成する。チームのメンバーはそれぞれ、小売(Retailer)、二次卸(Wholesale)、一次卸(Distributor)、工場(Factory)の4つのユニットを受け持つ。それぞれのユニットを1人で受け持つことにすれば1チーム4人となり、4人以上の場合は、1つのユニットを複数のプレーヤーで受け持つ。1チームをひとつのサプライチェーンと見立て、各ユニットはサプライチェーン上の企業・組織と見立てている。通常、この他に各チームから独立したゲームリーダーと呼ばれるゲームの進行係がいる。教育や研究などの目的で、プレーヤーが全くの初心者である場合、このゲームリーダーがルールを説明し、プレーヤーが正しくプレーしているかどうか確認することになる。必要な道具は、ゲームボード（57cm×180cm）とトークン、記録用紙、紙（カード）、筆記用具、電卓などである。トークンはコイン、マッチ棒などなんでもよい。1つのトークンがビール1ケースと見立てられている。トークンは400から500ケース分用意する（10ケースをあらわす別のトークンを併用することもできる）。
最初にそれぞれのユニットにいくつか決められた数のトークンを置いておく。ゲームは1ターンごとに区切られ、35～50ターン行って勝敗を決める。1ターンの中でプレーヤーは次のことを行う。
1. 受領: 右側（自分のユニットに向かってくる側）の輸送(Transport)のコマにあるトークンを自分のユニットに移す。
2. 受注: 自分のひとつ下流のユニットからの注文（Order）を確認する。
3. 発送: 注文の数のトークンを左の輸送のコマに移す。足らなければそれば受注残として後のターンでその数を加えて移す。
4. 発注: 将来の注文を予想して、自分のひとつ上流のユニットに対する発注数を決める。

工場は発注数を上流に渡す代わりに、生産指示を出したとして、製造（Manufacturing）に自分が決めた数のトークンを置く。小売が受け取る注文は、あらかじめ用意された発注カードの山から取る。発注カードの山の中の、発注数とその順番は各チームで同じである。プレー中にチーム内の他のユニットの在庫を見ることは構わないが、他のユニットのプレーヤー同士で情報交換をしたり、方針を相談したりしてはいけない。ひとつ下流のユニットの出す オーダーだけが、自分が受け取る情報である。
ゲームの勝敗を決める点数はコストに見立てられる。例えば、在庫1トークンに対して0.5ドル、受注残1トークンに対して1ドルというように、あらかじめ在庫と受注残に対するコストを決めておく。各ターンごとに在庫ないし受注残の数を記録し、ゲームが終わった後でチーム全体でかかったコストを計算する。総コストが最も少ないチームが勝ちとなる。

## ゲームの展開
ゲームが終了した後、 各ユニットの在庫量、発注量や受注残をグラフにしてみると興味深いことが分かる。実際に小売が受け取る顧客からの注文数は大して変化がないのに、チームの各ユニットの各指標は激しく変動する。上流（工場か工場に近い方）で変動が大きくなるという、ブルウィップ効果を見出すこともできる。プレーヤーは自分のチーム（サプライチェーン）で受注残や在庫が過剰になっている状態をなんとか元に戻そうと必死に試み、プレーヤー同士様子を見ながらプレーを進める。互いに情報交換をできないので、それぞれが「いったいチームのほかのメンバーは、このゲームを分かってやってるんだろうか？」「市場の顧客の需要が、受注残や在庫を巨大に膨れ上がらせるくらいに不安定なんだろう」というようなことを考えるものである。

## システムダイナミクス
チームによって数量の大小はあっても、変化の様子はどのチームも殆ど変わらないことから、変化はシステムのプロセスからもたらされていることがわかる。実際、顧客からの注文が週によって変わらなく、しかもプレーヤーにそれを知らせておいても、やはり下流で変動が観察される。各ユニットの諸指標の変動は、顧客の注文数や個々のプレーヤーの振る舞いが主たる原因ではなく、システムの構造から必然的に引き起こされているのである。よく調べてみると、プレーヤーは意思決定の際（発注数を決める際）、フィードバックの誤認を起こしている。つまり、アクションを起こしたが、その結果が現れていない、ということを考えに入れないのである。さらに言えば、自分の決定が周りの状況に影響を与えていることに気がつかない。自分は外的要因に対応して在庫をコントロールしているだけのつもりでいるのだが、現実には、そのシステムを構成しているプレーヤーがシステム全体（サプライチェーン）に強い影響を及ぼしているのである。実際、サプライチェーン全体を考慮し、発注から納入までの時間差を考慮して発注数を決定するチームは良いパフォーマンスを示す。
マサチューセッツ工科大学スローン経営大学院のスターマンは、このような、ビールゲームの場合で言うところの需要を予測し発注数を決定するというような、システムに対する反応（フィードバック）の特徴を天気予報と対比させて説明している。つまり、天気を予想し、その結果に基づいて天気予報の精度を高めようすることは、天気に対して何の影響ももたらさない。しかし、システムの中で状況に反応することは、そのこと自体がシステム全体に影響を及ぼし、状況を変化させているのである。